# Университет Яунде I
Университе́т Я́унде I — крупный государственный университет в столице Камеруна городе Яунде. Преподавание в университете ведётся на французском и английском языках.

## История
Первый университет в Камеруне был создан в 1962 году — почти сразу после получения страной независимости от Франции. До 1973 года назывался Федеральным университетом Яунде, затем просто Университетом Яунде. Университет Яунде I был создан в 1993 году путём разделения Университета Яунде на два — первый и второй.

## Структура
Университет Яунде I состоит из трёх факультетов (FALSH — искусства, гуманитарных и социальных наук; FS — точных и естественных наук; FMSB — медицины и биомедицинских наук), высшей школы инженерии, высшей технической школы для учителей Эболова и педагогического колледжа. Эти структурные подразделения верхнего уровня делятся на многочисленные департаменты.